# Alexandre Louis Robert Girardin d'Ermenonville
Pour les articles homonymes, voir Girardin.
Alexandre Louis Robert de Girardin d'Ermenonville, né le 13 février 1776 à Paris et mort le 5 août 1855 dans cette même ville, est un général français, premier veneur de Louis XVIII et de Charles X.

## Biographie
Fils du marquis René-Louis de Girardin d'Ermenonville, frère de Louis Stanislas et oncle d’Ernest Stanislas, il fait avec distinction les campagnes de l'Empire, général de brigade en 1811, général de division pendant la campagne de France (1814), il est nommé par Louis XVIII premier veneur, titre qu'il conserve jusqu'en 1830.
Il épouse en 1811 Fidèle-Henriette-Joséphine de Vintimille du Luc (1789-1864), fille de Charles-Félix-René de Vintimille du Luc (petit-fils naturel de Louis XV). Il est le père d’Émile de Girardin, son fils naturel.
Il entre en service le 23 juillet 1787, comme élève du roi au collège de Vannes, il passe le 1er mai 1790, élève de la marine de 3e classe. Le 27 mai 1790, il embarque sur la corvette « la Sincère », puis sur le vaisseau « la Victoire » le 20 septembre 1790, et enfin sur le vaisseau « l’Éole » le 1er janvier 1791. En 1792, il combat à Saint-Domingue, où il est blessé d’une balle dans la jambe. Le 24 octobre 1792, il quitte le service, n’étant pas compris dans l’organisation du corps de la marine.
Le 16 juillet 1795, il devient sous-lieutenant au 3e régiment de Hussards, aide de camp du général Pully. Il participe aux campagnes de 1797 à 1800, dans les armées du Rhin et des Grisons. Il est nommé lieutenant le 15 juin 1801, puis le 14 août 1801 il est désigné comme aide de camp du général Molitor, et il passe capitaine le 15 avril 1802. Aide de camp du ministre de la guerre le 30 juin 1803, il est fait chevalier de la Légion d’honneur le 5 juillet 1804, et il est affecté au 23e régiment de chasseurs le 24 mars 1805.
Il se distingue à la Bataille d'Austerlitz le 2 décembre 1805, et l’Empereur le fait officier de la Légion d’honneur le 26 décembre 1805, il est nommé chef d’escadron au 8e régiment de chasseurs le 28 octobre 1805. Il est nommé colonel le 7 décembre 1806 au 8e régiment de dragons. Il est blessé d’une balle à travers le corps à la bataille de Friedland le 14 juin 1807. Il est créé baron de l’Empire le 1er juin 1808, et comte de l’Empire par lettres patentes du 18 janvier 1811. De 1808 à 1811, il est affecté à l’armée d’Espagne et du Portugal. Il est promu général de brigade le 22 juin 1811, et il est employé à l’état-major général du major-général le 4 janvier 1812. Il est fait commandeur de la Légion d’honneur le 12 août 1812.

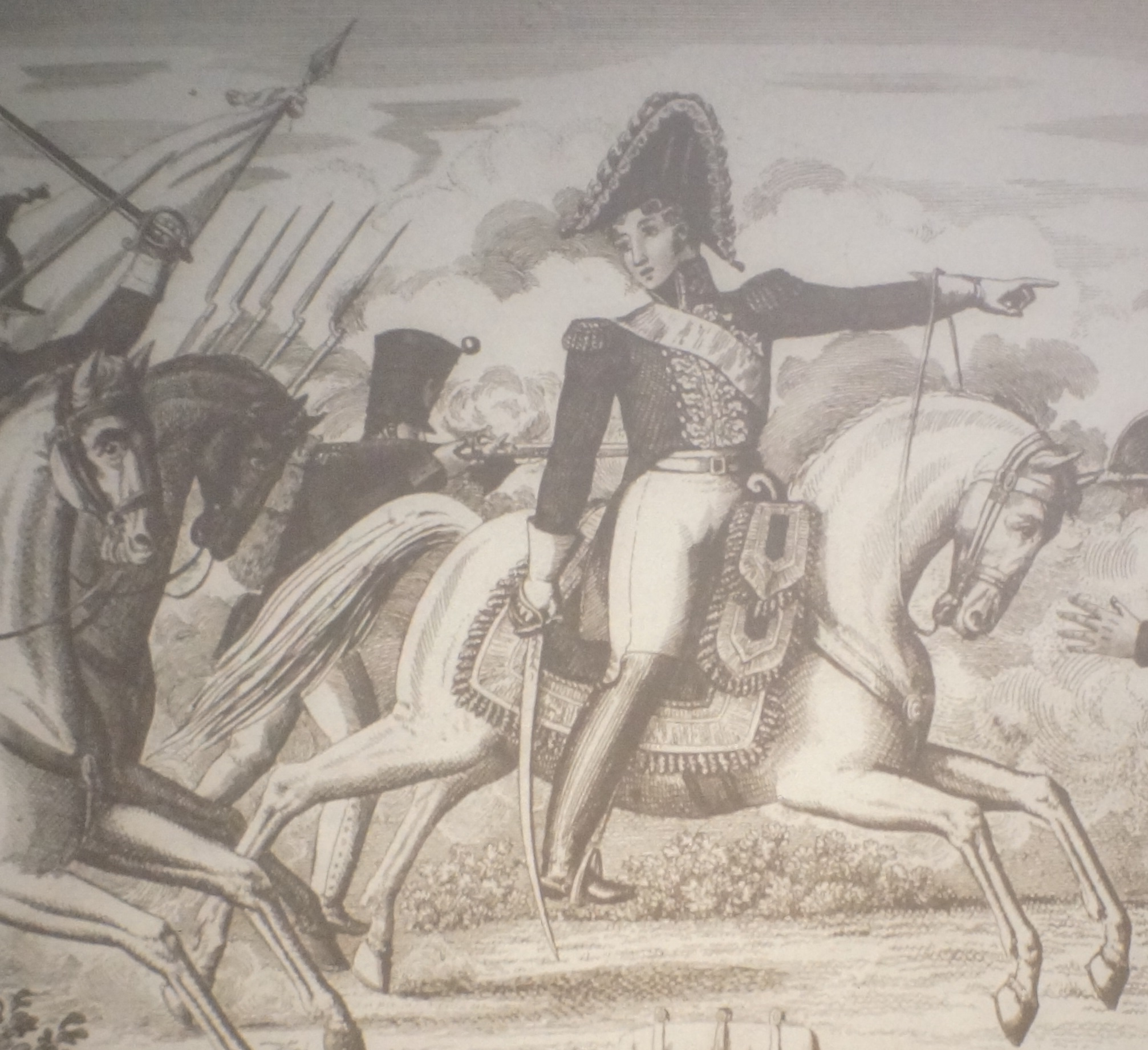
Le général Girardin d'Ermenonville le 11 février 1814 à la tête de cuirassiers.

Il est nommé général de division le 10 février 1814 en récompense de sa brillante conduite à la Bataille de Champaubert. Il est affecté à la 1re division militaire le 21 octobre 1814. Lors de la Première Restauration, il est fait chevalier de Saint-Louis le 8 juillet 1814. Le 23 avril 1815, il rejoint le 1er corps d’observation, et le 13 juin 1815, il est chef d’état-major général provisoire de la cavalerie commandée par le général Grouchy. Il est confirmé dans cet emploi le 17 juin suivant et le 11 septembre 1815, il est employé au licenciement des corps de cavalerie.
Le 28 juillet 1816, il devient inspecteur général de cavalerie dans les 1re, 14e, 15e et 18e division militaire, et le 27 avril 1817, dans les 1re et 22e division militaire. Le 30 décembre 1818, il est compris dans l’organisation de l’état-major général de l’armée, comme inspecteur général de cavalerie. Le 15 novembre 1820, il est désigné membre de la commission de révision des règlements administratifs.
Il est élevé au grade de commandeur de Saint-Louis le 1er mai 1821, et le 1er janvier 1824, il est mis en disponibilité. Il est fait grand officier de la Légion d’honneur le 23 mai 1825, et le 17 février 1828, il est membre du conseil supérieur de la guerre. Le 3 janvier 1830, il devient membre du comité spécial et consultatif de cavalerie pour l’année 1830. Le 7 février 1831, il est compris dans le cadre de réserve de l’état-major général, et le 17 août 1839, il est admis dans la section de réserve. Il est admis à la retraite le 12 avril 1848, avec une pension de 7 200 francs. Le 1er janvier 1853, il est relevé de la position de retraite et il est placé dans la section de réserve.

## Honneurs
- Son nom est gravé sous l'arc de triomphe de l'Étoile, 20e colonne.

## Œuvres
- Projet de législation sur les chasses (1817) ;
- Des places fortes (1837) ;
- Sur l'état de la population en France et sur ses conséquences (1844).
- Divers ouvrages sur le cheval (voir la bibliographie hippique de Mennessier de La Lance; tome I, p. 555).

### Sources
- Grand dictionnaire universel du XIXe siècle, par Pierre Larousse